# Matthew Guillaumier
Matthew Guillaumier (Sliema, 9 aprile 1998) è un calciatore maltese, centrocampista dello Stal Mielec e della nazionale maltese, di cui è capitano.

## Carriera

### Club
Inizia a giocare a calcio nelle giovanili del St. Andrews. Il 18 settembre 2013 viene tesserato dall'Empoli, che lo aggrega al proprio settore giovanile. Nel 2014 torna al St. Andrews, che lo aggrega alla prima squadra.
L'11 gennaio 2016 si trasferisce a titolo definitivo al Birkirkara. Il 30 giugno 2016 esordisce nelle competizioni europee in Široki Brijeg-Birkirkara (1-1), incontro preliminare valido per l'accesso alla fase a gironi di UEFA Europa League, subentrando al 63' al posto di Joseph Zerafa. Il 28 settembre 2020 viene tesserato dall'Ħamrun Spartans, con cui a fine stagione vince il campionato.
Il 31 gennaio 2022 passa in prestito con diritto di riscatto al Siena, in Serie C. Il 13 luglio 2023 si trasferisce in Polonia, firmando un biennale con lo Stal Mielec.

### Nazionale
Dopo aver giocato alcuni incontri con le selezioni giovanili, esordisce in nazionale il 23 marzo 2019 in Malta-Fær Øer (2-1), gara valida per le qualificazione agli Europei 2020. Mette a segno la sua prima rete in nazionale il 17 novembre 2020 contro le Fær Øer, in un incontro di UEFA Nations League (terminato 1-1). Nel 2021 e 2023 è stato eletto calciatore maltese dell'anno dalla MFA.

## Statistiche

### Presenze e reti nei club
Statistiche aggiornate al 30 settembre 2024.
| Stagione               | Squadra                | Campionato             | Campionato | Campionato | Coppe nazionali | Coppe nazionali | Coppe nazionali | Coppe continentali | Coppe continentali | Coppe continentali | Altre coppe | Altre coppe | Altre coppe | Totale | Totale |
| Stagione               | Squadra                | Comp                   | Pres       | Reti       | Comp            | Pres            | Reti            | Comp               | Pres               | Reti               | Comp        | Pres        | Reti        | Pres   | Reti   |
| ---------------------- | ---------------------- | ---------------------- | ---------- | ---------- | --------------- | --------------- | --------------- | ------------------ | ------------------ | ------------------ | ----------- | ----------- | ----------- | ------ | ------ |
| gen.-giu. 2014         | St. Andrews            | 1D                     | 10         | 2          | CM              | -               | -               | -                  | -                  | -                  | -           | -           | -           | 10     | 2      |
| 2014-2015              | St. Andrews            | 1D                     | 21         | 2          | CM              | 0               | 0               | -                  | -                  | -                  | -           | -           | -           | 21     | 2      |
| 2015-gen. 2016         | St. Andrews            | PL                     | 16         | 0          | CM              | 1               | 2               | -                  | -                  | -                  | -           | -           | -           | 17     | 2      |
| Totale St. Andrews     | Totale St. Andrews     | Totale St. Andrews     | 47         | 4          |                 | 1               | 2               |                    | -                  | -                  |             | -           | -           | 48     | 6      |
| gen.-giu. 2016         | Birkirkara             | PL                     | 12         | 0          | CM              | 2               | 0               | UEL                | -                  | -                  | SM          | -           | -           | 14     | 0      |
| 2016-2017              | Birkirkara             | PL                     | 21         | 1          | CM              | 0               | 0               | UEL                | 5                  | 0                  | -           | -           | -           | 26     | 1      |
| 2017-2018              | Birkirkara             | PL                     | 11         | 2          | CM              | 0               | 0               | -                  | -                  | -                  | -           | -           | -           | 11     | 2      |
| 2018-2019              | Birkirkara             | PL                     | 16         | 1          | CM              | 3               | 0               | UEL                | 0                  | 0                  | -           | -           | -           | 19     | 1      |
| 2019-2020              | Birkirkara             | PL                     | 13         | 1          | CM              | 3               | 0               | -                  | -                  | -                  | -           | -           | -           | 16     | 1      |
| ago. 2020              | Birkirkara             | PL                     | 2          | 0          | CM              | 0               | 0               | -                  | -                  | -                  | -           | -           | -           | 2      | 0      |
| Totale Birkirkara      | Totale Birkirkara      | Totale Birkirkara      | 75         | 5          |                 | 8               | 0               |                    | 5                  | 0                  |             | -           | -           | 88     | 5      |
| ago. 2020-2021         | Ħamrun Spartans        | PL                     | 19         | 1          | CM              | 2               | 0               | -                  | -                  | -                  | -           | -           | -           | 21     | 1      |
| 2021-gen. 2022         | Ħamrun Spartans        | PL                     | 11         | 1          | CM              | 0               | 0               | -                  | -                  | -                  | -           | -           | -           | 11     | 1      |
| gen.-giu. 2022         | Siena                  | C                      | 12         | 0          | CI-C            | -               | -               | -                  | -                  | -                  | -           | -           | -           | 12     | 0      |
| 2022-2023              | Ħamrun Spartans        | PL                     | 25         | 4          | CM              | 3               | 1               | UECL               | 8                  | 4                  | -           | -           | -           | 36     | 9      |
| Totale Ħamrun Spartans | Totale Ħamrun Spartans | Totale Ħamrun Spartans | 55         | 6          |                 | 5               | 1               |                    | 8                  | 4                  |             | -           | -           | 68     | 11     |
| 2023-2024              | Stal Mielec            | EK                     | 33         | 2          | CP              | 3               | 0               | -                  | -                  | -                  | -           | -           | -           | 36     | 2      |
| 2024-2025              | Stal Mielec            | EK                     | 9          | 1          | CP              | 0               | 0               | -                  | -                  | -                  | -           | -           | -           | 9      | 1      |
| Totale Stal Mielec     | Totale Stal Mielec     | Totale Stal Mielec     | 42         | 3          |                 | 3               | 0               |                    | -                  | -                  |             | -           | -           | 45     | 3      |
| Totale carriera        | Totale carriera        | Totale carriera        | 231        | 18         |                 | 17              | 3               |                    | 13                 | 4                  |             | -           | -           | 261    | 25     |

### Cronologia presenze e reti in nazionale
| Cronologia completa delle presenze e delle reti in nazionale ― Malta | Cronologia completa delle presenze e delle reti in nazionale ― Malta | Cronologia completa delle presenze e delle reti in nazionale ― Malta | Cronologia completa delle presenze e delle reti in nazionale ― Malta | Cronologia completa delle presenze e delle reti in nazionale ― Malta | Cronologia completa delle presenze e delle reti in nazionale ― Malta | Cronologia completa delle presenze e delle reti in nazionale ― Malta | Cronologia completa delle presenze e delle reti in nazionale ― Malta |
| Data                                                                 | Città                                                                | In casa                                                              | Risultato                                                            | Ospiti                                                               | Competizione                                                         | Reti                                                                 | Note                                                                 |
| -------------------------------------------------------------------- | -------------------------------------------------------------------- | -------------------------------------------------------------------- | -------------------------------------------------------------------- | -------------------------------------------------------------------- | -------------------------------------------------------------------- | -------------------------------------------------------------------- | -------------------------------------------------------------------- |
| 23-3-2019                                                            | Ta' Qali                                                             | Malta                                                                | 2 – 1                                                                | Fær Øer                                                              | Qual. Euro 2020                                                      | -                                                                    |                                                                      |
| 26-3-2019                                                            | Ta' Qali                                                             | Malta                                                                | 0 – 2                                                                | Spagna                                                               | Qual. Euro 2020                                                      | -                                                                    |                                                                      |
| 3-9-2020                                                             | Tórshavn                                                             | Fær Øer                                                              | 3 – 2                                                                | Malta                                                                | UEFA Nations League 2020-2021 - 1º turno                             | -                                                                    | 68’ 79’                                                              |
| 6-9-2020                                                             | Attard                                                               | Malta                                                                | 1 – 1                                                                | Lettonia                                                             | UEFA Nations League 2020-2021 - 1º turno                             | -                                                                    | 55’ 89’                                                              |
| 7-10-2020                                                            | Attard                                                               | Malta                                                                | 2 – 0                                                                | Gibilterra                                                           | Amichevole                                                           | -                                                                    |                                                                      |
| 13-10-2020                                                           | Riga                                                                 | Lettonia                                                             | 0 – 1                                                                | Malta                                                                | UEFA Nations League 2020-2021 - 1º turno                             | -                                                                    |                                                                      |
| 14-11-2020                                                           | Attard                                                               | Malta                                                                | 3 – 1                                                                | Andorra                                                              | UEFA Nations League 2020-2021 - 1º turno                             | -                                                                    | 84’                                                                  |
| 17-11-2020                                                           | Attard                                                               | Malta                                                                | 1 – 1                                                                | Fær Øer                                                              | UEFA Nations League 2020-2021 - 1º turno                             | 1                                                                    |                                                                      |
| 24-3-2021                                                            | Attard                                                               | Malta                                                                | 1 – 3                                                                | Russia                                                               | Qual. Mondiali 2022                                                  | -                                                                    |                                                                      |
| 27-3-2021                                                            | Trnava                                                               | Slovacchia                                                           | 2 – 2                                                                | Malta                                                                | Qual. Mondiali 2022                                                  | -                                                                    |                                                                      |
| 30-3-2021                                                            | Fiume                                                                | Croazia                                                              | 3 – 0                                                                | Malta                                                                | Qual. Mondiali 2022                                                  | -                                                                    |                                                                      |
| 11-11-2021                                                           | Ta' Qali                                                             | Malta                                                                | 1 – 7                                                                | Croazia                                                              | Qual. Mondiali 2022                                                  | -                                                                    | 62’                                                                  |
| 14-11-2021                                                           | Ta' Qali                                                             | Malta                                                                | 0 – 6                                                                | Slovacchia                                                           | Qual. Mondiali 2022                                                  | -                                                                    | 85’                                                                  |
| 25-3-2022                                                            | Ta' Qali                                                             | Malta                                                                | 1 – 0                                                                | Azerbaigian                                                          | Amichevole                                                           | -                                                                    |                                                                      |
| 29-3-2022                                                            | Ta' Qali                                                             | Malta                                                                | 2 – 0                                                                | Kuwait                                                               | Amichevole                                                           | -                                                                    | 71’                                                                  |
| 1-6-2022                                                             | Ta' Qali                                                             | Malta                                                                | 0 – 1                                                                | Venezuela                                                            | Amichevole                                                           | -                                                                    | Cap. 46’                                                             |
| 5-6-2022                                                             | Serravalle                                                           | San Marino                                                           | 0 – 2                                                                | Malta                                                                | UEFA Nations League 2022-2023 - 1º turno                             | 1                                                                    | 88’                                                                  |
| 9-6-2022                                                             | Ta' Qali                                                             | Malta                                                                | 1 – 2                                                                | Estonia                                                              | UEFA Nations League 2022-2023 - 1º turno                             | -                                                                    | 77’ 80’                                                              |
| 12-6-2022                                                            | Ta' Qali                                                             | Malta                                                                | 1 – 0                                                                | San Marino                                                           | UEFA Nations League 2022-2023 - 1º turno                             | -                                                                    | Cap.                                                                 |
| 23-9-2022                                                            | Tallinn                                                              | Estonia                                                              | 2 – 1                                                                | Malta                                                                | UEFA Nations League 2022-2023 - 1º turno                             | -                                                                    | Cap.                                                                 |
| 27-9-2022                                                            | Ta' Qali                                                             | Malta                                                                | 2 – 1                                                                | Israele                                                              | Amichevole                                                           | -                                                                    |                                                                      |
| 17-11-2022                                                           | Ta' Qali                                                             | Malta                                                                | 2 – 2                                                                | Grecia                                                               | Amichevole                                                           | -                                                                    |                                                                      |
| 20-11-2022                                                           | Ta' Qali                                                             | Malta                                                                | 0 – 1                                                                | Irlanda                                                              | Amichevole                                                           | -                                                                    | Cap.                                                                 |
| 23-3-2023                                                            | Skopje                                                               | Macedonia del Nord                                                   | 2 – 1                                                                | Malta                                                                | Qual. Euro 2024                                                      | -                                                                    |                                                                      |
| 26-3-2023                                                            | Ta' Qali                                                             | Malta                                                                | 0 – 2                                                                | Italia                                                               | Qual. Euro 2024                                                      | -                                                                    |                                                                      |
| 9-6-2023                                                             | Lussemburgo                                                          | Lussemburgo                                                          | 0 – 1                                                                | Malta                                                                | Amichevole                                                           | -                                                                    |                                                                      |
| 16-6-2023                                                            | Ta' Qali                                                             | Malta                                                                | 0 – 4                                                                | Inghilterra                                                          | Qual. Euro 2024                                                      | -                                                                    | 46’                                                                  |
| 19-6-2023                                                            | Trnava                                                               | Ucraina                                                              | 1 – 0                                                                | Malta                                                                | Qual. Euro 2024                                                      | -                                                                    |                                                                      |
| 6-9-2023                                                             | Ta' Qali                                                             | Malta                                                                | 1 – 0                                                                | Gibilterra                                                           | Amichevole                                                           | -                                                                    |                                                                      |
| 12-9-2023                                                            | Ta' Qali                                                             | Malta                                                                | 0 – 2                                                                | Macedonia del Nord                                                   | Qual. Euro 2024                                                      | -                                                                    | 89’                                                                  |
| 14-10-2023                                                           | Bari                                                                 | Italia                                                               | 4 – 0                                                                | Malta                                                                | Qual. Euro 2024                                                      | -                                                                    | Cap.                                                                 |
| 17-10-2023                                                           | Ta' Qali                                                             | Malta                                                                | 1 – 3                                                                | Ucraina                                                              | Qual. Euro 2024                                                      | -                                                                    |                                                                      |
| 17-11-2023                                                           | Londra                                                               | Inghilterra                                                          | 2 – 0                                                                | Malta                                                                | Qual. Euro 2024                                                      | -                                                                    | 39’ 59’                                                              |
| 21-3-2024                                                            | Ta' Qali                                                             | Malta                                                                | 2 – 2                                                                | Slovenia                                                             | Amichevole                                                           | 1                                                                    |                                                                      |
| 26-3-2024                                                            | Ta' Qali                                                             | Malta                                                                | 0 – 0                                                                | Bielorussia                                                          | Amichevole                                                           | -                                                                    | Cap.                                                                 |
| 7-6-2024                                                             | Grödig                                                               | Rep. Ceca                                                            | 7 – 1                                                                | Malta                                                                | Amichevole                                                           | -                                                                    |                                                                      |
| 11-6-2024                                                            | Grödig                                                               | Malta                                                                | 0 – 2                                                                | Grecia                                                               | Amichevole                                                           | -                                                                    | Cap.                                                                 |
| 7-9-2024                                                             | Chișinău                                                             | Moldavia                                                             | 2 – 0                                                                | Malta                                                                | UEFA Nations League 2024-2025 - 1º turno                             | -                                                                    | Cap. 45’ 85’                                                         |
| 10-9-2024                                                            | Andorra la Vella                                                     | Andorra                                                              | 0 – 1                                                                | Malta                                                                | UEFA Nations League 2024-2025 - 1º turno                             | -                                                                    | Cap.                                                                 |
| 13-10-2024                                                           | Ta' Qali                                                             | Malta                                                                | 1 – 0                                                                | Moldavia                                                             | UEFA Nations League 2024-2025 - 1º turno                             | -                                                                    | Cap.                                                                 |
| 14-11-2024                                                           | Ta' Qali                                                             | Malta                                                                | 2 – 0                                                                | Liechtenstein                                                        | Amichevole                                                           | -                                                                    | Cap. 61’                                                             |
| 19-11-2024                                                           | Ta' Qali                                                             | Malta                                                                | 0 – 0                                                                | Andorra                                                              | UEFA Nations League 2024-2025 - 1º turno                             | -                                                                    | Cap.                                                                 |
| 21-3-2025                                                            | Ta' Qali                                                             | Malta                                                                | 0 – 1                                                                | Finlandia                                                            | Qual. Mondiali 2026                                                  | -                                                                    | Cap.                                                                 |
| 24-3-2025                                                            | Varsavia                                                             | Polonia                                                              | 2 – 0                                                                | Malta                                                                | Qual. Mondiali 2026                                                  | -                                                                    | Cap.                                                                 |
| 7-6-2025                                                             | Ta' Qali                                                             | Malta                                                                | 0 – 0                                                                | Lituania                                                             | Qual. Mondiali 2026                                                  | -                                                                    | Cap. 90+6’                                                           |
| 10-6-2025                                                            | Groninga                                                             | Paesi Bassi                                                          | 8 – 0                                                                | Malta                                                                | Qual. Mondiali 2026                                                  | -                                                                    | Cap. 56’                                                             |
| Totale                                                               |                                                                      | Presenze                                                             | 46                                                                   |                                                                      | Reti                                                                 | 3                                                                    |                                                                      |

## Palmarès

### Club

#### Competizioni nazionali
- Campionato maltese: 2

Ħamrun Spartans: 2020-2021, 2022-2023

### Individuale
- Calciatore maltese dell'anno: 2

2021, 2023